# Каштанник андійський
Кашта́нник андійський (Cinnycerthia unirufa) — вид горобцеподібних птахів родини воловоочкових (Troglodytidae). Мешкає в Андах.

## Опис
Довжина птаха становить 16,5 см. вага 21-29 г. Забарвлення переважно рудувато-коричневе, на крилах і хвості малопомітні чорні смуги. Очі карі, дзьоб і лапи чорні. Представники підвиду C. u. unirufa мають дещо блідіше забарвлення.

## Підвиди
Виділяють три підвиди:
- C. u. unirufa (Lafresnaye, 1840) — Східний хребет Анд в Колумбії і на і південному заході Вегнесуели (Тачира);
- C. u. chakei Aveledo & Ginés, 1952[6] — гори Сьєрра-де-Періха на північному сході Колумбії;
- C. u. unibrunnea (Lafresnaye, 1853)[7] — Центральний хребет Анд в Колумбії, Еквадорі та на крайній півночі Перу.

## Поширення і екологія
Андійські каштанники мешкають в Колумбії, Еквадорі, Перу і Венесуелі. Вони живуть в густому чагарниковому і бамбуковому підліску вологих гірських тропічних лісів. Зустрічаються зграйками, на висоті від 2200 до 3800 м над рівнем моря. Часто приєднуються до змішаних зграй птахів. Живляться безхребетними, яких шукають в лісовій підстилці. В горах Сьєрра-де-Періха сезон розмноження триває з червня по серпень. Гніздо кулеподібне з бічним входом, робиться з моху, листя і гілочок, розміщується на дереві.